# Pivoine
Paeonia
Genre
Classification phylogénétique
Les pivoines (genre Paeonia), du grec ancien παιωνία, variante[Selon qui ?] féminine de l'adjectif παιώνιος (propre à guérir, salutaire), païônía (prononcé « péonia »[évasif]) : pivoine, plante médicinale, sont des plantes à racines tubéreuses, originaires de diverses régions de l’Europe à l’Extrême-Orient, notamment de Chine, où elles sont associées à la ville de Luoyang, ainsi que de l’ouest des États-Unis.

## Étymologie
Péon (Παιών / Paiốn, prononcé « Péon ») était un des plus anciens dieux guérisseurs des Grecs, puisqu'il est mentionné dans les tablettes en linéaire B de Knossos en Crète. Il soigna et guérit Hadès et Arès de leurs blessures de guerre. Les anciens Grecs dénommaient aussi la pivoine paiônia, prononcé "péonia".

## Description

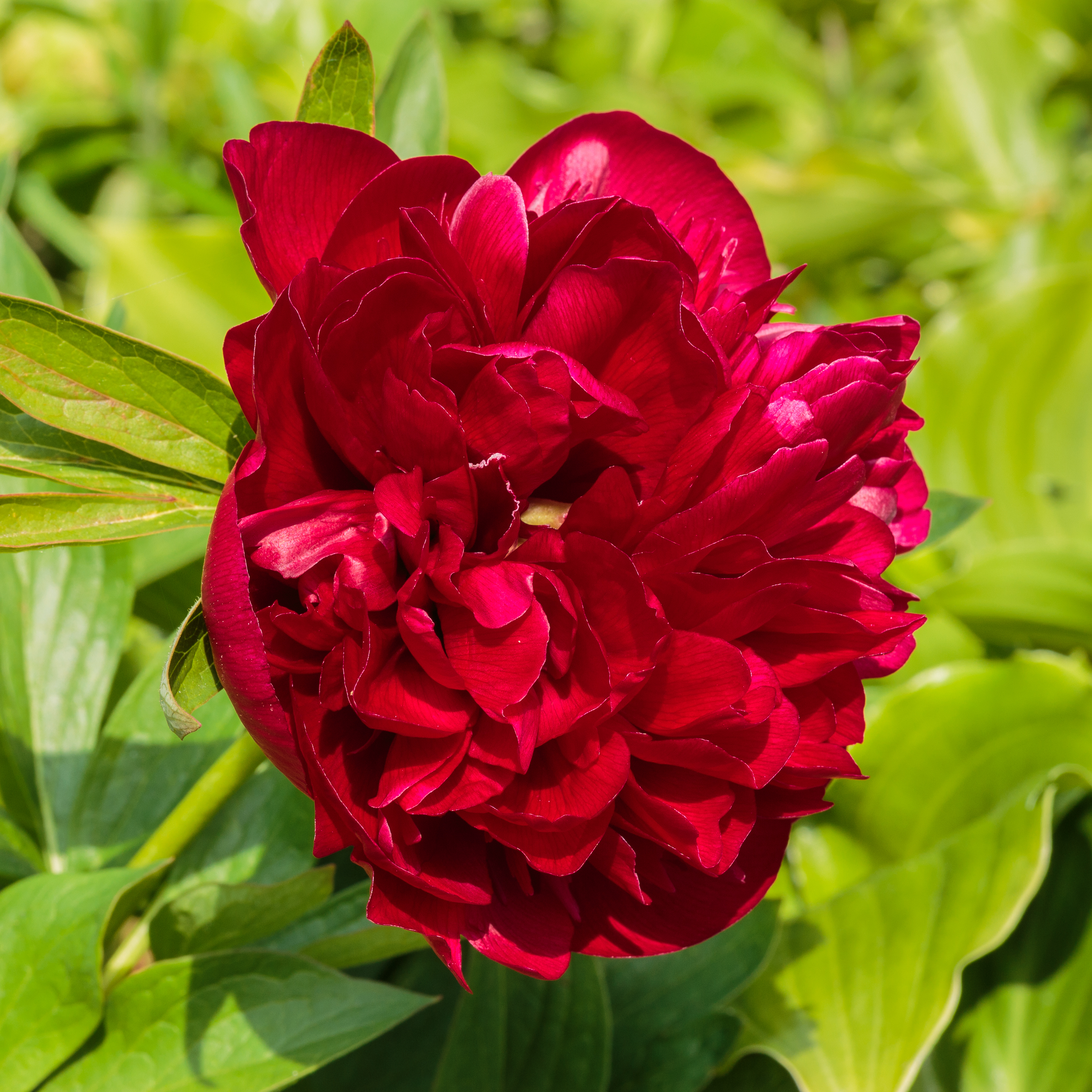
Une fleur de pivoine.

Les pivoines sont connues par une quarantaine d'espèces de plantes vivaces, herbacées, ou arbustives. Les feuilles sont vert tendre ou foncé, quelquefois argentées. Les fleurs peuvent être parfumées, dressées et solitaires ou en forme de coupe ou de boule.
On distingue les pivoines herbacées et les pivoines arbustives, ou pivoines en arbre.
- Les pivoines herbacées disparaissent chaque hiver pour réapparaître au printemps. Elles sont de culture facile, très rustiques. L’espèce la plus courante est Paeonia lactiflora, parfois appelée pivoine de Chine. Elle se décline en un grand nombre de variétés. Les fleurs sont de forme simple, semi-double ou double. En Europe, il existe plusieurs espèces sauvages, les plus connues en Europe occidentale étant la pivoine officinale Paeonia officinalis et la pivoine mâle Paeonia mascula, tandis que Paeonia tenuifolia est caractéristique de la steppe pontique et des Balkans.
- Les pivoines arbustives forment de petits arbustes ne dépassant pas 3,5 m de hauteur. Parmi les pivoines arbustives, les espèces (ex) Paeonia lutea, à fleurs jaunes, et Paeonia suffruticosa, à grosses fleurs allant du rose au rouge, sont à l'origine des pivoines lemoinei, hybrides aux fleurs de nombreuses formes, et de couleurs très variées.
- Les pivoines Itoh sont nées du croisement entre une pivoine herbacée et une pivoine arbustive. Ce sont des vivaces très rustiques aux teintes inédites et au feuillage finement découpé.

Les pétales de la corolle comportent des sillons nanométriques donnant une iridescence : ces sillons agissent comme un réseau de diffraction qui décompose la lumière blanche (comme le spectre lumineux formé par un prisme ou les irisations à la surface d'un CD) et reflète avant tout les rayons bleus et ultraviolets. La Pivoine, comme de nombreuses plantes, n'a pas la capacité génétique et biochimique de produire des pigments dans le spectre bleu à ultraviolet. Elle crée ainsi cette iridescence afin d'attirer les pollinisateurs grâce à un guide à nectar.
Les pivoines peuvent être capricieuses et longues à s'installer mais elles vivent de nombreuses années. Elles n'apprécient pas d'être déplacées, aussi l'emplacement doit être choisi judicieusement. Enfin, elles aiment les terres profondes, humifères et bien drainées.

## Taxonomie

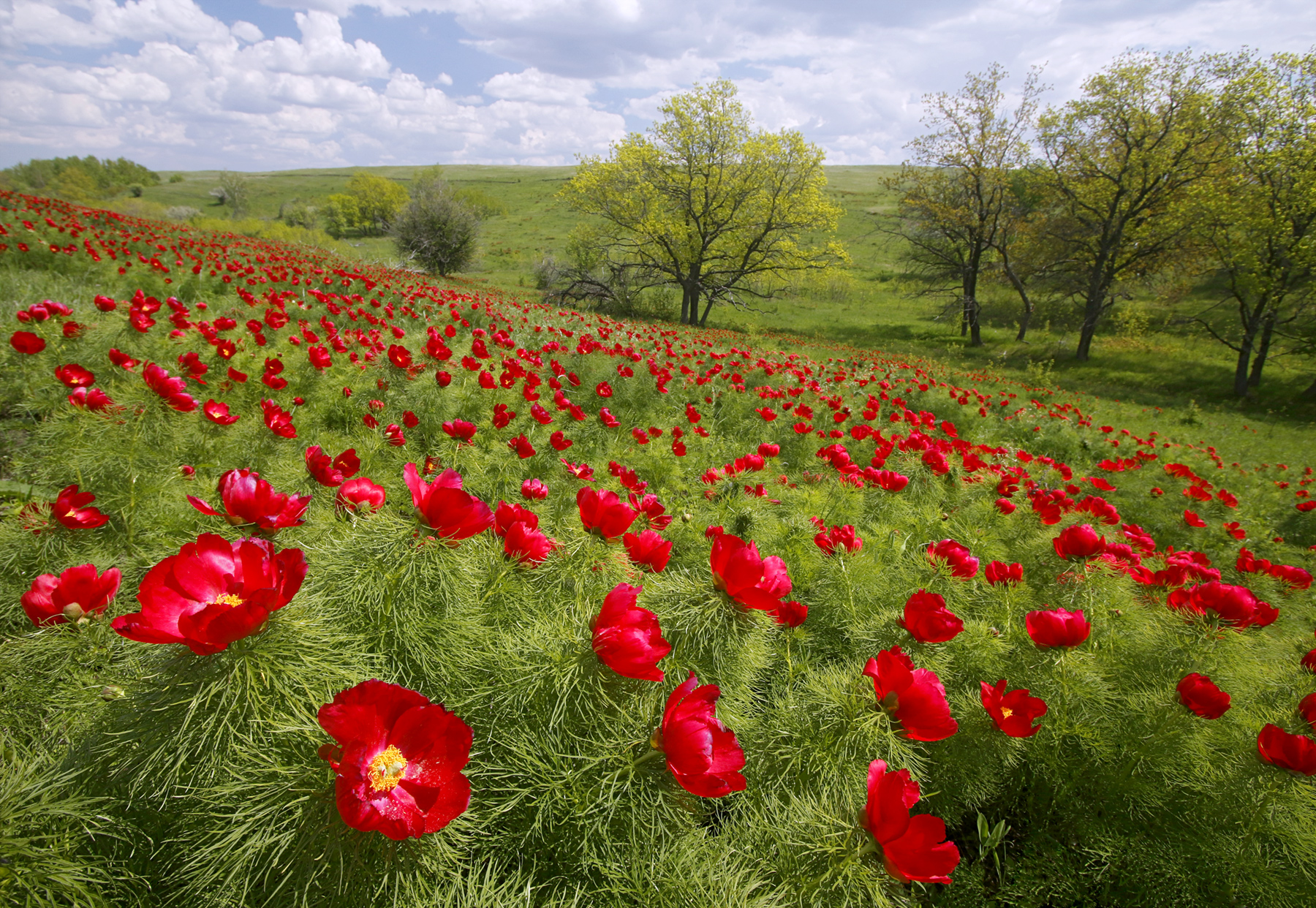
Paeonia tenuifolia est une espèce herbacée abondante dans les steppes d'Europe de l'Est. Ici dans une aire protégée de la région de Volgograd, Russie.

Les pivoines ont longtemps été classées dans la famille des Renonculacées. Mais le genre Paeonia présentant de nombreuses différences avec le reste de cette famille, il a été proposé dans les années 1950 de créer une famille à part, celle des Paéoniacées. Les pivoines ont un calice persistant et des étamines disposées en spirale, et les ébauches des follicules sont entourées à leur base par un disque charnu.
En plus du genre Paeonia un autre genre, Glaucidium, a été classé dans la famille des Paéoniacées. Ce genre comprend deux espèces : Glaucidium palmatum (Siebold & Zucc.), une plante des forêts du Japon, et Glaucidium pinnatum (Finet & Gagnep.), une espèce de Chine, à plus petites fleurs. Le séquençage de l’ADN suggère cependant que le genre Glaucidium, à l’instar du genre Hydrastis, est un genre primitif de la famille des Renonculacées, et que le genre Paeonia est donc le seul genre de la famille des Paéoniacées.
Les Paéoniacées ont été un moment classées dans l'ordre des Dilléniales. La classification phylogénétique place aujourd'hui cette famille dans l'ordre des Saxifragales, auprès des Daphniphyllacées, des Cercidiphyllacées et des Hamamélidacées.
La classification des pivoines arbustives est l'objet de nombreuses controverses. Ce sont toutes des endémiques de Chine. Depuis le début des années 1990, de nombreux travaux de Hong Deyuan, Pan Kaiyu, et de leurs collaborateurs, ont bouleversé la taxonomie des pivoines arbustives (sect. Moutan). Plusieurs nouvelles espèces ont été découvertes, et les relations entre les anciennes ont été revues. Pour Hong et collaborateurs(1998), le complexe de P. delavayi est très variable à l’intérieur et entre les populations. Ces variations continues et sans corrélation entre caractères, les amènent à ne reconnaître qu’une espèce P. delavayi, sans taxon infraspécifique. Paeonia lutea, P. potaninii et leurs formes infraspécifiques sont réduites à la synonymie avec P. delavayi. Par contre, ils élèvent au rang d'espèces P. jishanensis, P. qiui, P. rockii, que Halda et Waddick (2004) voient comme des sous-espèces. Une analyse cladistique de quarante populations de Paeonia sect. Moutan, prenant en compte les nouvelles espèces découvertes, a abouti à redéfinir les relations phylogénétiques.

## Histoire

### Antiquité gréco-latine
La pivoine herbacée était connue des Grecs depuis les temps les plus anciens comme plante médicinale. Hippocrate (460-370 av. J.-C.) la prescrivait comme remède pour bon nombre de maux de femmes :
« Remède qui attire les règles et qui les fixe. Ayez trois ou quatre graines de pivoine, noires ou rouges : pilez-les dans du vin et faites boire. » « Prenez du peucedanum (Peucedanum officinale), du panaces (Echinophora tenuifolia), de la racine de pivoine, et faites prendre dans le vin. Ceci expulse l'embryon mort et les secondines. » (De la nature des femmes t. VII, trad. Littré).
Le médecin grec du Ier siècle, Dioscoride, distinguait la pivoine mâle de la pivoine femelle.
« La pivoine γλυκυσίδη / glukusidé ... [certains] appellent sa racine paionia παιωνία, d'autres aglaophotis ἀγλαοφώτις. Sa tige est d'un pied et demi et se divise en plusieurs branches. La pivoine mâle a des feuilles semblables à celles du noyer mais celles de la femelle sont découpées comme celles du maceron de Crète (Smyrnium perfoliatum). Elle porte à l'extrémité des tiges des gousses ressemblant aux amandes qui, lorsqu'elles s'ouvrent, révèlent de 5 à 6 petites graines rouges comme ceux des grenades - noirs au milieu et tirant sur le rouge. La racine de la pivoine mâle est de la grosseur d'un doigt et de la longueur d'un pan et astringente au goût. La racine de la femelle a 7 à 8 bulbes attachés ensemble comme l'asphodèle » .
La pivoine était aussi une plante magique, dont la cueillette était entourée de pratiques rituelles, déconcertantes pour l'homme moderne. Ainsi Théophraste écrivit :
« Cette plante, que l'on appelle aussi γλυκυσίδη / glukusidê, doit être arrachée la nuit ; si on l'arrache de jour, et que l'on est vu par un pivert en train de cueillir le fruit, on risque de perdre les yeux, et si on coupe la racine, on risque la procidence de l'anus » (Histoire des plantes, IX, 8, 6.)
La médecine grecque a été influencée par différents courants, certains cherchant des causes naturelles aux phénomènes, tout en excluant toute intervention divine, d'autres au contraire, soutenant qu'il existe des relations multiples entre les êtres, et que les plantes sont des êtres animés, doués d'une âme, car elles sont étroitement soumises à l'action de divinités.
La prescription de « l'arracher la nuit, parce que, si le pivert s'en aperçoit, il attaque les yeux pour la défendre » comme l'écrivit également Pline l'Ancien (Histoire Naturelle, livre XXV, 29), témoigne simplement de l'alliance entre deux êtres animés, la pivoine et le pivert.
Les astrologues grecs affirmaient qu'il existait une parfaite unité du cosmos, se traduisant par une interdépendance entre les éléments qui le composent. Ils décrivaient ainsi des "chaînes" verticales, reliant entre eux divinités, astres, pierres, animaux, plantes, parties du corps. La plupart des textes astrologiques de l'Antiquité reliaient la pivoine à la Lune : la pivoine croissait et diminuait selon les phases lunaires. Elle avait la vertu de soigner les fièvres cycliques, les éruptions cutanées, et de hâter la cicatrisation des plaies.

### Antiquité chinoise
Actuellement, les Chinois désignent les  pivoines herbacées de Chine (Paeonia lactiflora) par le terme de 芍药 sháoyào, et les pivoines arbustives (Paeonia suffruticosa) par 牡丹 mǔdān.

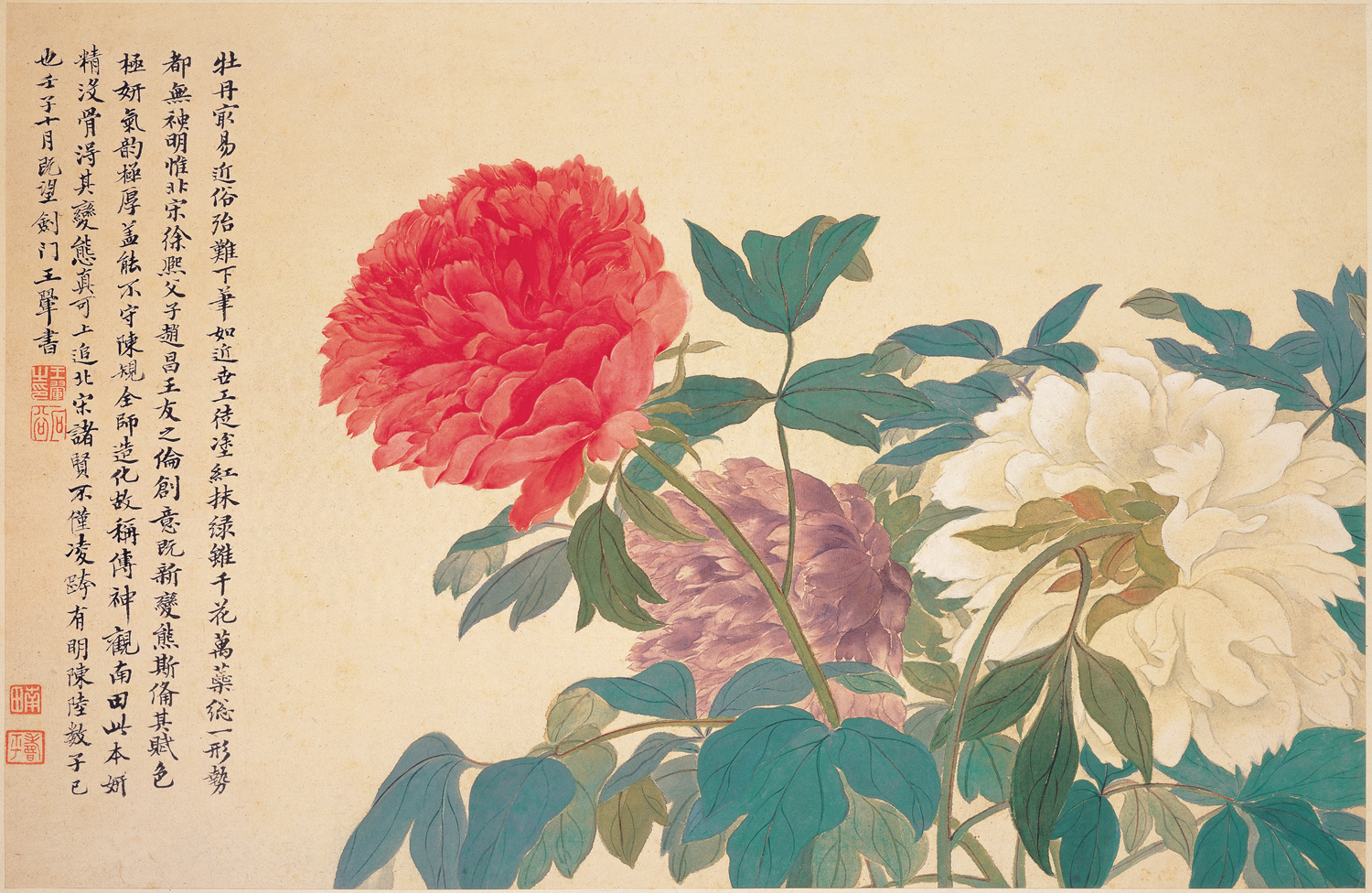
Peinture de pivoines par l'artiste chinois Yun Shouping, XVIIe siècle.

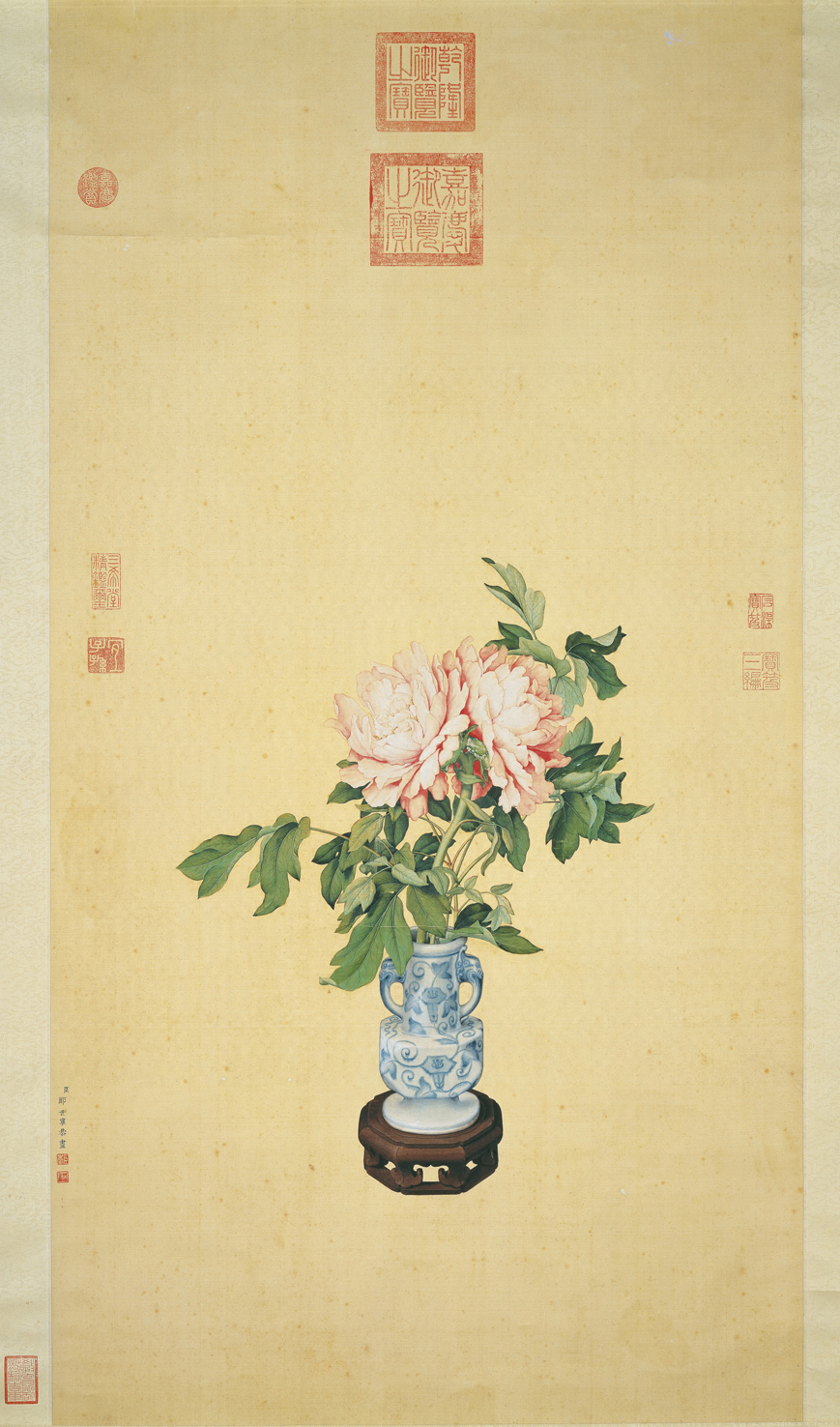
Peinture de pivoines, encre et couleurs sur parchemin et rouleau de soie.

La première mention du terme 芍药 sháoyào se trouve dans le Shijing, le Livre des Odes, composé du XIe au Ve siècle avant notre ère. Il fut longtemps utilisé comme un générique de pivoine, aussi bien herbacée qu'arbustive.
Le terme de 牡丹 mǔdān apparut pour la première fois dans un texte interpolé, à l’époque des Han (-206, +220), le Ji Ni Zi 計倪子.
Ce n’est qu’à l’époque des Sui (581-618) que le terme de 芍药 sháoyào a été lié à la pivoine herbacée, et celui de 牡丹 mǔdān à la pivoine arbustive.
La pivoine arbustive (牡丹 mǔdān, Paeonia suffruticosa) est surtout appréciée comme ornementale, alors que la pivoine herbacée (芍药 sháoyào, Paeonia lactiflora) est préférée pour un usage médicinal. Sa racine, pelée puis découpée en tranches, est connue en tant que substance médicale sous le nom de Radix Paeonia Alba 白芍药 pinyin : báisháoyào. Ses fonctions traditionnelles sont :
- enrichir le sang, consolider le yin
- réguler le foie et calmer la douleur.

La pivoine mudan a été renseignée comme plante médicinale dans le premier traité de materia medica chinois, le Shén nóng běn cǎo jīng, 神农本草经, compilé au début de notre ère. Le texte ne décrit pas les plantes, mais donne des indications :
Mudan (Cortex radicis moutan), la pivoine est amère et froide. Elle traite principalement le froid et le chaud, les attaques, les spasmes, la tétanie, l'épilepsie de mauvais qi. Elle élimine les épaississements, les stases sanguines dans l'estomac et l'intestin, calme les cinq viscères, et guérit les abcès et les blessures. Elle s'appelle aussi Lujiu ou Gushu. Elle croît dans les montagnes et les vallées.

## Espèces

### Classification de Halda (2004)
Josef Halda distingue vingt-cinq espèces sauvages :
Genus Paeonia
1. Subgenus Paeonia
  1. Section Paeonia
    1. Subsection Paeonia
      1. Paeonia officinalis L., Pivoine officinale
        1. subsp. officinalis
        2. subsp. banatica (Rochel) Soó
        3. subsp. humilis (Retz.) Cullen & Heywood
        4. subsp. villosa (Huth) Cullen & Heywood

      2. Paeonia peregrina Mill.
      3. Paeonia parnassica Tzanoud.
      4. Paeonia clusii F.C. Stern & Stearn
      5. Paeonia rhodia Stearn

    2. Subsection Masculae
      1. Paeonia mascula (L.) Mill., Pivoine mâle, Pivoine coralline
        1. subsp. mascula, Pivoine coralline
        2. subsp. arietina (G. Anderson) Cullen & Heywood
        3. subsp. russoi (Biv.) Cullen & Heywood
        4. subsp.  hellenica (Tzanoud.) Stearn & Davis
          1. var. hellenica
          2. var. icarica (Tzanoud.) Stearn & Davis

        5. subsp. bodurii N. Özhatay
        6. subsp. kesrouanensis (Thiébaut) J.J. Halda

      2. Paeonia daurica Andrews
        1. subsp. daurica
        2. subsp. lagodechiana (Kem.-Nath) J.J. Halda

      3. Paeonia coriacea Boiss.
      4. Paeonia corsica Sieber ex Tausch
      5. Paeonia broteri Boiss. & Reut., pivoine de Brotero

    3. Subsection Anomalae
      1. Paeonia anomala L.
        1. subsp. anomala
        2. subsp. hybrida (Pall.) J.J. Halda

      2. Paeonia veitchii Lynch, pivoine de Veitch
        1. subsp. veitchii
          1. var. veitchii
          2. var. woodwardii (Stapf ex Cox) F.C. Stern

    4. Subsection Obovatae
      1. Paeonia obovata Maxim.
        1. subsp. obovata
          1. var. obovata
          2. var. wilmottiae (Stapf) F.C. Stern

        2. subsp. japonica (Makino) J.J. Halda

      2. Paeonia mairei Lév.

  2. Section Tenuifoliae
    1. Paeonia tenuifolia L.
      1. subsp. tenuifolia
      2. subsp. biebersteiniana (Rupr.) J.J. Halda

  3. Section Emodi
    1. Paeonia emodi Wall. ex Royle, Pivoine de l'Himalaya
      1. subsp. emodi
      2. subsp. sterniana (Fletch.) J.J. Halda

  4. Section Flavonia
    1. Paeonia mlokosewitschii Lomakin
    2. Paeonia wittmanniana Hartwiss ex Lindl.
      1. subsp. wittmanniana
      2. subsp. macrophylla (Albov) J.J. Halda
2. Subgenus Albiflora
  1. Paeonia lactiflora Pall., Pivoine de Chine
3. Subgenus Onaepia
  1. Paeonia brownii Dougl. ex Hook.
    1. subsp. brownii
    2. subsp. californica (Nutt.) J.J. Halda
4. Subgenus Moutan
  1. Section Moutan
    1. Paeonia suffruticosa Andrews, pivoine arbustive
      1. subsp. suffruticosa
      2. subsp. spontanea (Rehder) S.G. Haw & L.A. Lauener
        1. var. spontanea
        2. var. jishanensis (T. Hong & W.Z. Zhao) J.J. Halda
        3. var. qiui (Y.L. Pei & D.Y. Hong) J.J. Halda

      3. subsp. ostii (T. Hong & J.X. Zhang) J.J. Halda
      4. subsp. rockii S.G. Haw & L.A. Lauener
        1. var. rockii
        2. var. linyanshanii (T. Hong & G.L. Osti) J.J. Halda
        3. var. yananensis (T. Hong & M.R. Li) J.J. Halda

    2. Paeonia decomposita Hand.-Mazz.
      1. subsp. decomposita
      2. subsp. rotundiloba D.Y. Hong

  2. Section Delavayanae
    1. Paeonia delavayi Franch., pivoine de Delavay
    2. Paeonia lutea Delavay ex Franch.
      1. subsp. ludlowii (F.C. Stern & Taylor) J.J. Halda

    3. Paeonia potaninii Kom.
      1. var. potaninii
      2. var. trollioides (Stapf ex F.C. Stern) F.C. Stern

### Autre classification
Classification prenant en compte les modifications proposées par Hong et collaborateurs (1993, 1998 et 2003), avec les nouveaux taxons élevés au rang d'espèces : environ trente-huit espèces.
- Sect. Paeonia, pivoines herbacées (environ 30 espèces)
  - Paeonia abchasica
  - Paeonia anomala
  - Paeonia bakeri
  - Paeonia broteri, pivoine de Brotero
  - Paeonia brownii
  - Paeonia californica
  - Paeonia cambessedesii
  - Paeonia caucasica
  - Paeonia clusii
  - Paeonia coriacea
  - Paeonia daurica
  - Paeonia emodi, pivoine de l’Himalaya
  - Paeonia hirsuta
  - Paeonia intermedia
  - Paeonia japonica, Pivoine japonaise
  - Paeonia kesrouanensis, Pivoine syrienne
  - Paeonia lactiflora, pivoine de Chine
  - Paeonia macrophylla
  - Paeonia mairei
  - Paeonia mascula, pivoine mâle
  - Paeonia mlokosewitschii
  - Paeonia obovata
  - Paeonia officinalis, pivoine officinale
  - Paeonia parnassica, pivoine grecque
  - Paeonia peregrina
  - Paeonia rhodia
  - Paeonia sinjiangensis
  - Paeonia sterniana
  - Paeonia steveniana
  - Paeonia tenuifolia
  - Paeonia tomentosa
  - Paeonia veitchii, pivoine de Veitch
  - Paeonia wittmanniana
- Sect. Moutan, pivoines arbustives (8 espèces)
  - Paeonia decomposita Hand.-Mazz.1939
  - Paeonia delavayi Franch. 1886, pivoine de Delavay
  - Paeonia jishanensis, syn. Paeonia spontanea T. Hong et W. Z. Zhao 1992; pivoine de Jishan
  - Paeonia ludlowii (Stern et Taylor) D. Y. Hong, pivoine de Ludlow
  - Paeonia ostii T. Hong et J. X. Zhang 1992, pivoine d'Osti
  - Paeonia qiui Y. L. Pei et D. Y. Hong 1995, pivoine de Qiu
  - Paeonia rockii  (S. G. Haw et L. A. Lauener) T. Hong et J. J. Li 1992, syn. Paeonia suffruticosa subsp. rockii; pivoine de Rock
  - Paeonia suffruticosa Andrews 1804, pivoine en arbre, pivoine moutan

## Aspects culturels

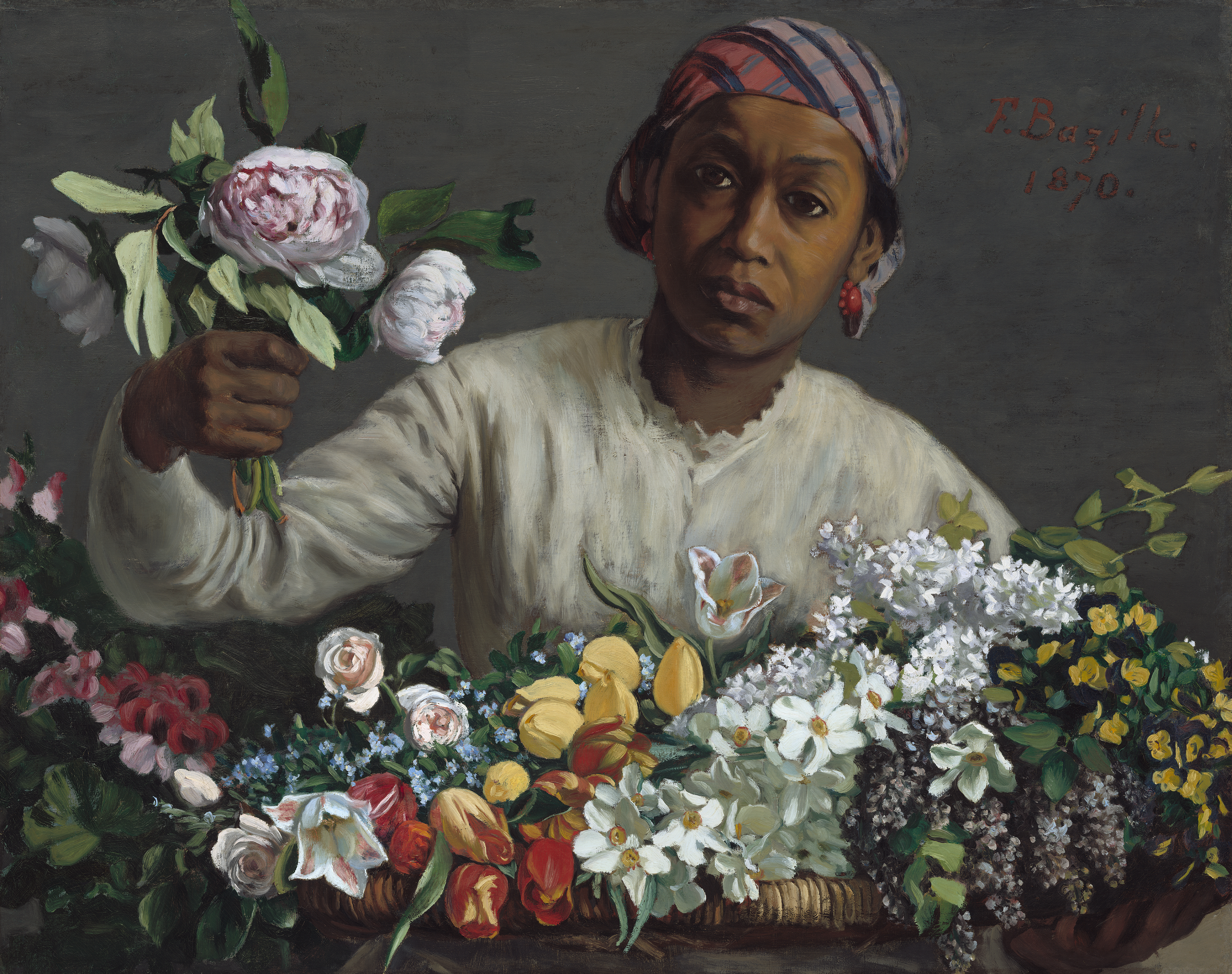
Jeune Femme aux pivoines par Frédéric Bazille, en 1870.

### En France

#### Langage des fleurs
Dans le langage des fleurs, la pivoine symbolise la sincérité ou la honte,.

#### Calendrier républicain/révolutionnairefrançais
Le 29e jour du mois de prairial y est officiellement dénommé jour de la pivoine, généralement chaque 17 juin du calendrier grégorien.

### Au Japon
Dans le jeu de cartes traditionnel japonais Hanafuda, des pivoines sont représentées sur la série des 4 cartes du mois de juin.